# Sous-embranchement
 (août 2024).
En systématique, un sous-embranchement, sous-division ou sous-phylum est un rang taxonomique intermédiaire de la classification scientifique traditionnelle des êtres vivants (voir Classification classique). Ce rang est immédiatement inférieur au rang principal embranchement (division ou phylum), et immédiatement supérieur, le cas échéant, au rang d'infra-embranchement.
Ces trois noms de rang (correspondant aux deux noms latins subdivisio  et subphylum) sont synonymes mais pas interchangeables, chaque discipline utilisant exclusivement l'un ou l'autre : « sous-embranchement » est utilisé en botanique alors que « sous-division » est utilisé en mycologie, par exemple. Le terme de subphylum est également utilisé en synonyme, indifféremment de la spécialité.
On ne confondra pas ces noms de rang avec : 
- l'expression courante « subdivision d'une famille », qui ne s'applique qu'aux taxons de rang intermédiaire entre la famille et le genre ;
- l'expression « subdivision d'un genre » qui ne s'applique qu'aux taxons de rang intermédiaire entre le genre et l'espèce.

## Terminaisons latines indiquant le rang
- Le nom des taxons au rang de sous-embranchement se termine par le suffixe -phytina pour le règne végétal (plantes et algues).
- Le nom des taxons au rang de sous-division par le suffixe -mycotina pour le règne fongique (champignons).
- Pour le règne animal, des suffixes par défaut sont seulement mis en place en dessous du rang de super-famille (ICZN article 27.2).

Exemples :
- champignon : Basidiomycotina, Ascomycotina ;
- animal : Crustacea, Tunicata, Vertebrata.